# Octobre 1870

## Événements
- 3 octobre, France : à Toulouse fondation du journal La Dépêche du Midi.

- 5 octobre, France : la délégation de Paris décide d'envoyer à Tours le ministre de l'Intérieur Léon Gambetta, avec comme mission de « maintenir l'unité d'action » entre la délégation de Paris et le gouvernement de la Défense nationale, et de lever des troupes.

- 7 octobre, France : évasion réussie de Léon Gambetta, à bord d'un ballon. De Paris il atterrit à Montdidier dans la Somme. Il tentera de relancer la résistance aux Allemands dans les provinces. Fondation à Toulouse de la Ligue du Sud-Ouest.

- 8 octobre : l'ajournement des élections municipales entraîne des manifestations à Paris, alors que les Bavarois de Von der Tann occupent Orléans avec quinze mille soldats appuyés par cent canons, contre le général Lamotte-Rouge qui ne dispose que de dix mille hommes et de quelques canons.

- 9 octobre, France :
  - un décret confirme l'ajournement des élections municipales;
  - Léon Gambetta arrive à Tours par le train;
  - le prince impérial débarque à Hastings en Angleterre et rejoint sa mère l'impératrice Eugénie.

- 10 octobre, France :
  - un décret confie à Léon Gambetta l'administration de la Guerre;
  - la Société nationale britannique pour les blessés et prisonniers de guerre (pour le respect de la convention de Genève) envoie à Versailles le colonel Lloyd Lindsay afin de remettre 40 000 livres, divisées de manière égale entre Allemands et Français.

- 11 octobre, France :
  - Charles de Freycinet, est nommé auprès de Léon Gambetta au département de la Guerre;
  - Prise d'Orléans.

- 18 octobre, France :
  - bataille de Bellevue près de Metz;
  - les Allemands prennent la ville de Châteaudun qui est incendiée lors des combats.

- 20 octobre : Pie IX interrompt le Concile Vatican I à la suite de la prise de Rome. Il ne sera jamais repris.

- 21 octobre, France : lors des combats à Bougival, les défenseurs parisiens repoussent les Allemands.

- 22 octobre, France : le député républicain breton Émile de Kératry, nommé commandant des forces de Bretagne, regroupe à Conlie près du Mans, 80 000 soldats et volontaires bretons, mais ils n'ont ni baraquement, ni armes.

- 24 octobre : décrets du Gouvernement provisoire mettant notamment fin au gouvernement militaire en Algérie, pour le remplacer par une administration civile, et accordant la nationalité française aux Juifs d'Algérie, sous l'appellation de décret Crémieux. La très ancienne communauté juive d’Algérie se trouve séparée des musulmans et bientôt exposée à l’antisémitisme qui gagne les colons. Le décret Crémieux permet la promotion d’une communauté en majorité pauvre et augmente la population française d’Algérie de 37 000 nouveaux citoyens.

- 27 octobre, France : le maréchal Bazaine capitule sans condition à Metz avec toute son armée : 173 000 prisonniers, 1 570 canons.

- 28 octobre, France : les francs tireurs de la Presse emmenés par le commandant Roland sous les ordres du general Carey de Bellemare(commandant la place forte de ST Denis) reprennent le village du Bourget tenus par les Prussien depuis la mi-septembre.

- 30 octobre, France : attaque du Bourget par les prussiens. Les quatre régiments de la garde du roi de prusse appuyés par une forte artillerie reprennent le Bourget aux français. (mort du commandant Barroche) Le commandant Brasseur resistera jusqu'à la dernière cartouche dans l'église du Bourget.

- 31 octobre, France : avec la capitulation de Metz et de la perte du Bourget. Échec d'une tentative de révolutionnaires parisiens pour renverser le gouvernement provisoire. Une foule armée envahit l'Hôtel de Ville de Paris et gronde contre le général Trochu (gouverneur militaire de Paris) et l'armistice. Un bataillon pactise avec les manifestants, mais Jules Ferry réussit à rétablir l'ordre.

## Naissances
- 3 octobre : Alexandre Varenne, homme politique français († 1947).
- 6 octobre : Wallace Turnbull, ingénieur
- 8 octobre : Louis Vierne, né à Poitiers, compositeur et organiste français († 1937).
- 16 octobre : Louis Nattero, peintre marseillais († 10 novembre 1915).
- 22 octobre :
  - Ivan Bounine, écrivain russe et prix Nobel de littérature († 1953).
  - Camille Roy, critique littéraire.
- 25 octobre : Hector Dufranne, chanteur d'opéra belge († 1951).

## Décès
- 1er octobre : Luigi Cibrario, historien italien.
- 13 octobre : Charles-François Baillargeon, archevêque de Québec.
- 25 octobre : Étienne-Michel Faillon, religieux et historien français. Il a rédigé plusieurs biographies de canadiens et sur l'histoire du Canada.
- 28 octobre : Jean-Pierre Falret, psychiatre français.